# Bulbophyllum torricellense
Bulbophyllum torricellense là một loài phong lan thuộc chi Bulbophyllum.